# Isabella Preston
Isabella Preston   (Lancaster, 1881 - Georgetown, 1965) va ser una horticultora i funcionaria pública àmpliament reconeguda pels seus èxits en la hibridació vegetal i en un extens treball en la cria de plantes ornamentals. Durant els seus 26 anys de carrera, va produir gairebé 200 nous híbrids resistents de lliri, lila, poma de cranc, iris i plantes de roses per al clima fred del Canadà. Tot i que els ramaders femenins eren més aviat rars en el seu moment, va desafiar silenciosament el biaix de gènere i va establir escenaris per a noves generacions de programes de cria a la Central Experimental Farm a Ottawa, Ontario, Canadà i altres llocs.

## Biografia
Isabella Preston va néixer el 4 de setembre de 1881 a Lancaster, Anglaterra on el seu pare va treballar com a plater. Quan era nen, va assistir a l'internat a Liverpool i posteriorment va estudiar a la Universitat de Londres. Va treballar a l'hort des d'una edat primerenca, ajudant al seu pare a la granja familiar. La seva única educació formal en horticultura es va obtenir a través d'un curs al Swanley Horticulture College de Kent, que va completar abans d'emigrar al Canadà el 1912 a l'edat de 31 anys. Va ingressar al Ontario Agricultural College el mateix any per estudiar la reproducció vegetal i va ser una de les poques dones que va assolir el tema en aquell moment. En el seu primer any, Preston va passar de l'estudi basat en la classe a un treball pràctic sota la supervisió de JW Crow, llavors cap del Departament d'Horticultura. Des de la seva inscripció a l'OAC fins a 1920, Preston va contribuir a l'èxit de la reproducció de diverses hortalisses, fruites i plantes ornamentals, inclosos els lliris de jardí.
Va obtenir reconeixement internacional introduint l'aclamat lliri "George C. Creelman" i va esdevenir la primera dona professional híbridista al Canadà el 1916. Va morir el 31 de desembre de 1965 a Georgetown, Ontario.

## Carrera
El 1920, (als 40 anys) es va traslladar a Ottawa, Ontario, Canadà i va treballar com a treballador de dia per al govern federal a la Central Experimental Farm (CEF). WT Macoun, Dominion Horticulturalist, li va notar la seva feina i aviat es va oferir la posició d'Especialista en Horticultura Ornamental. Va ser la primera persona en centrar-se únicament en la reproducció de plantes ornamentals.
Durant el transcurs de la seva carrera professional, Preston va produir aproximadament 200 híbrids de plantes treballant amb lliris, lilas, pomeres, pomes i roses. Va desenvolupar moltes de les 125 soques diferents a la col·lecció de lilac de la Central Experimental Farm. Els seus híbrids de poma de lila i cangrejo encara es veuen florits a la Central Experimental Farm cada primavera juntament amb dues de les seves roses.
Els seus èxits inclouen:
- Les liles de Preston - 52 varietats que eren resistents i tardanes,[3] moltes van ser nomenades per a personatges de Shakespeare.[6] La majoria d'aquests es poden veure a la col·lecció lila de CEF avui mateix. (Les varietats de lila que es veien habitualment a Europa van florir massa aviat en el clima canadenc i els brots o flors van ser sovint aspres per les gelades de la tardor.) El vuitanta dels conreus de floració tardana de la senyoreta Preston es registren al Registre Internacional de Liles, encara que només aproximadament la meitat d'aquests es van distribuir a altres institucions o vivers.[7] Cultivars 'Audrey', 'Elinor' i 'Isabella' van rebre els Premis al Mèrit de la Royal Horticultural Society, Londres, Anglaterra, els anys 1939, 1951 i 1941, respectivament; 'Bellicent' va obtenir un certificat de primera classe el 1946.[6]
- La sèrie de lliris de Stenographer - nomenada després dels 7 stenographers que treballaven al CEF en aquella època. Aquests lliris tenien flors de color vermell fosc o taronja que s'enfrontaven cap a l'exterior i cap a dalt, que era una característica única per a aquest tipus de planta. Cinc dels lliris de la sèrie Stenographer van guanyar Premis de Mèrit a les societats hortícoles de Londres i Boston, i van ser àmpliament distribuïts comercialment.[3]
- Lliris d'avions de combat - nomenat per a la segona guerra mundial dels avions aliats[6]
- Les pomes de cranc del llac canadenc (o Rosyblooms) - 15 pomeres de cranc rígid amb fulles de colors i flors boniques amb el nom de Canadian Lakes.[3] Alguns d'aquests roserons, plantats ja a principis de 1928, encara es poden trobar a l'Arboretum i Jardins Ornamentals de la Granja Experimental Central d'Ottawa.
- Lliris siberians - nomenat amb els rius canadencs[6]
- Les roses de Preston: almenys 20 varietats resistents, moltes de les quals van ser nomenades després de tribus natives canadenques (Agassiz, Algonquin, Antenor, Ardelia, Caribou, Carmenetta, Chippewa, Conestoga, Cree, Erie, Huron, Iroquois, Langford, Micmac, Millicent, Mohawk, Nascapee, Orinda, Patricia Macoun, Ojibway, Poliarchus, Regina, Rosania, Sylvander i Valeria).[4] Tot i que les seves roses mai no van guanyar els seus premis, van proporcionar un excel·lent escenari per al treball de la Dra. Felicitas Svejda[8] que va treballar al CEF des de 1956-86 i es va fer conegut com l'expert en rosa del Canadà.

Isabella Preston va escriure nombrosos articles sobre diversos temes hortofructícoles, i el 1929 va publicar Garden Lilies, el primer llibre sobre el cultiu de lli en Canadà. A la seva mort el 1965, 139 dels seus llibres de jardineria i plantes van ser donats a la Royal Botanical Gardens Library a Hamilton, Ontario.

## Honors i premis
Preston va ser aclamat com la "Reina de l'horticultura ornamental" i una nova espècie híbrida de lilas, "Syringa prestoniae", va ser nomenada en honor seu. Aquest va ser el resultat d'un encreuament entre espècies silvestres de la Xina i va posar al Canadà al "mapa" de les lilas. El 2005, la Granja Experimental Central d'Ottawa va crear la "Col·lecció Patrimonial de Preston". Al febrer de 2007, Canada Post va llançar dos nous segells amb una varietat de lilas desenvolupada per la Sra. Preston. Va ser coorganitzadora de la Societat del Lily Nord-americana. El Trofeu Isabella Preston va ser creat per la societat nord-americana Lily, en reconeixement de la seva feina. Va rebre premis de moltes societats hortícoles canadenques i internacionals incloent membres de la vida de la Massachusetts Horticultural Society i Canadian Iris Society. Els guardons notables inclouen la Medalla de Veitch Memorial Gold (Royal Horticultural Society, Londres, 1938), la Medalla Jackson Dawson (Massachusetts Horticultural Society, 1946), la Copa Lytell (Lily Committee, Royal Horticultural Society, 1950) i el Premi Memorial EH Wilson American Lily Society, 1961).